# Труба
Труба, скр. Trb. (може се још и срести, често у рукописним примерима, скр. Trp. према енглеском називу), је регистарски највиши лимени дувачки инструмент, светлог и продорног звука, који је од давнина коришћен за војничке сигнале и свечане фанфаре, па је то оставило битан траг на његовом основном карактеру и типичним начинима употребе у музици. Ипак, труба је и изражајни мелодијски инструмент, а захваљујући усавршеном механизму вентила и у извођачкој техници достиже завидан виртуозитет, која се посебно истиче у џез-музици. Ту је нарочито честа, иако и другде уобичајена, употреба сордине (види: лимени дувачки инструменти).
Инструменти слични труби су током историје били коришћени као сигнално средство у биткама или у лову, са примерима такве употребе датираним још од 1.500 п. н. е; они су почели да се користе као музички инструменти тек у касном 14. или раном 15. веку. Од касног 15. века ови инструменти су првенствено били конструисани од месинганих цеви, обично два пута савијених у облик заобљеног правоугаоника. У својој веома дугој историји, која залази далеко у античко доба, инструменти типа трубе задуго су могли да изводе тонове само једног аликвотног низа (тзв. природна труба), па су грађене у различитим регистарским варијантама и величинама. Тек изум и примена вентилног механизма, почетком 19. века, омогућила је слободно и лако извођење свих тонова и битно унапредила извођачку технику, као и употребне могућности трубе.
Труба која се у 18. веку означавала као труба in C имала је стварни звучни обим (зависно од величине) за октаву дубљи од обима данашње трубе in C, односно исти обим као данашња хорна in C (corno alto). С обзиром да се педални тон није могао добити, а да је други тон аликвотног низа био интонативно несигуран, практични обим трубе из класичног периода сводио се углавном на добијање тонова од 3. до 12. аликвотног низа.
Постоји много различитих врста трубе, при чему се оне најчешће свирају у Б♭ (транспозициони инструмент), и имају цев дужине од око 1,48 m. Ране трубе нису пружале много опција за промену дужине цеви, док модерни инструменти генерално имају три (или понекад четири) вентила да би се мењала њихова висина звука. Већина труба има вентиле пистонског типа, мада се код неких користе ротирајући тип. Употреба труба са ротирајућим вентилима је у већој мери заступљена у оркестарским поставкама, мада ова пракса варира од земље до земље. Сваки вентил, кад је притиснут, повећава дужину цеви, снижавајући висину звука инструмента. Музичар који свира трубу се назива свирачом трубе или трубачом.

## Етимологија
У енглеском језику реч trumpet је први пут коришћена у касном 14. веку. Реч је проистекла из старофранцуске речи trompette, што је диминутив речи trompe. Реч trump, са значењем „труба“, је први пут употребњена у енглеском око 1300. године. Реч потиче из старофранцуске речи trompe „дуги дувачки инструмент сличан труби“ (12. век), што је сродно са провенкалском речи tromba, италијанском tromba, све од којих вероватно потичу из немачког извора (упоредите старовисоконемачку реч trumpa и старонордијску реч trumba за „трубу“).

## Историја
Најраније трубе потичу још из периода око 1500 п. н. е. или раније. Бронзане или сребрне трубе из Тутанкамонове гробнице у Египту, бронзани луреви из Скандинавије, и металне трубе из Кине датирају из тог периода. Трубе из Оксус цивилизације (3. миленијум п. н. е) из централне Азије имају декорисана задебљања на средини, мада су направљене од једне металне плоче, што се сматра техничким чудом.
Шофар, направљен од овновског рога и Хатзотзерот, направљен од метала, помињу се у Библији. Они су свирани у Соломоновом храму пре око 3000 година. За њих се каже да су коришћени за рушење зидова Јерихона. Они се још увек користе током појединих религиозних дана. Салпинкс је права труба која је дуга 62 in (1.600 mm), направљена од кости или бронзе. Салпинкс такмичења су у прошлости била део оригиналних Олимпијских игара.
Народ Моче древног Перуа је имао трубе приказане у њиховој уметности још од периода око 300-е године. Најраније трубе су биле сигнални инструменти који су коришћени за војне и религиозне сврхе, пре него у музичке у модерном смислу. Модерне војничке трубе настављају ту сигналну традицију.
Побољшања у дизајну инструмента и обради метала током касног средњег доба и ренесансе довеле су до повећане употребљивости трубе као музичког инструмента. Природне трубе те ере су се састојале од цеви са једним завојем без вентила и једино су могле да произведу тонове појединачне високотонске серије. Да би се променила лествица свирач је морао да промени предњи део инструмента. Развој горњег, регистра „рога” који су остварили трубачки специјалисти — као што је Чезаре Бендинели — омогућили су даљи развој током барокне ере, познате као „златно доба природне трубе”. Током тог периода, виртуозни трубачи су написали огромну количину музичког материјала. До поновног оживљавања интереса за свирањем овог типа трубе је дошло средином 20. века и тај тренд се задржао као успешна уметничка форма широм света. Многи модерни трубачи у Немачкој и УК који изводе барокну музику користе верзију природне трубе опремљене са три или четири испуна отвора ради лакшег кориговања неусклађених тонова у хармонијској серији.
Мелодије доминиране хомофонијом класичног и романтичарског периода потиснуле су трубу у секундарну улогу у радовима већине водећих композитора услед ограничења природне трубе. Берлиоз је писао 1844. године:

Упркос стварне величанствености и истакнуте природе квалитета њеног тона, мало је инструмената који су били деградирани у већој мери (од трубе). Почевши од Бетовена и Вебера, сваки композитор - не изузимајући Моцарта – истрајао је у њеном ограничавању на недостојну функцију попуњавања, или дозвољавања да се огласи са две или три рутинске ритмичке формуле.

Покушај да се труби додели више хроматске слободе у њеном асортиману довео је до развоја трубе са диркама, али је то у великој мери био неуспешан подухват због лошег квалитета њеног звука.
Упркос тога што је подстицај за увођење цевног вентила инициран још 1793. године, тек су 1818. године Фридрих Блумел и Хајнрих Штецел произвели заједничку патентну апликацију за кутијасти вентил који је производио В. Шустер. Симфоније Моцарта, Бетовена, и однедавно Брамса, још увек се свирају природним трубама. Крукови и шанкови (уклониве цеви различитих дужина) уместо дирки и вентила су биле стандард, нарочито у Француској, у првом делу 20. века. Као последица овог касног развоја хроматске способности инструмента, репертоар за овај инструмент је био релативно мали у поређењу са другим инструментима. У 20. веку је дошло до експлозије у погледу количине и варијетета музике написане за трубу.

## Конструкција
Труба се прави од месинганих цеви два пута савијених у заобљени издужени облик. Као и код свих инструмената од месинга, звук се производи дувањем ваздуха кроз затворене усне, чиме се ствара „зујећи” звук у уснику и започиње вибрација стојећег таласа у ваздушном стубу унутар трубе. Свирач може да изабере висину звука из опсега горњих тонова или хармоника путем промена усног отвора и напетости (што је познато као амбажура).
Усник има кружни руб, који пружа угодно окружење за вибрације усана. Директно иза обода је пехар, који усмерава ваздух у много мањи отвор (задњу шупљину или труп) који се мало сужава како би се подударио са пречником водне цеви трубе. Димензије ових делова усника утичу на боју или квалитет звука, лакоћу репродукције и удобност свирача. Генерално, што је шири и дубљи пехар, то је тамнији звук.
Модерне трубе имају три (или, у ретким случајевима четири) клипна вентила, сваки од којих повећава дужину цеви кад је притиснут, чиме се снижава висина тона. Први вентил снижава висину тона инструмента за читав корак (два полустепена), други вентил за половину корака (један полустепен), и трећи вентил за један и по корак (три полустепена). Кад је четврти вентил присутан, као што је случај код неких пиколо труба, он обично снижава висину тона до перфектног четвртог (пет полустепена). Кад се користе појединачно и у комбинацији ови вентили чине инструмент потпуно хроматским, тј., може да свира свих дванаест висина класичне музике. За више информација о различитим типовима вентила, погледајте вентиле лимених дувачких инструмената.
Висина тона трубе се може подићи или снизити употребом клизаљке за подешавање. Извлачење клизаљке снижава висину тона; враћање клизаљке повишава тон. Да би се превазишли проблеми са интонацијом и умањила употреба клизаљке, Ренолд Шилке је дизајнирао трубу са подешавајућим звоном. Уклањање уобичајене спојнице између звона и тела вентила омогућава коришћење клизног звона; трубач може потом да подеси трубу звоном, остављајући клизач угурнутим, или скоро у том положају, чиме се побољшава интонација и свеукупан респонс.
Труба постаје затворена цев кад је трубач притисне на усне; стога, инструмент природно једино производи сваки други горњи тонски хармоник. Облик звона чини недостајуће горње тонове чујним. Већина нота у серији је благо неподешена и модерне трубе имају клизеће механизме за први и трећи вентил којима трубач може да компензује потискујући (продужавајући) или повлачећи један или оба клизача, користећи леви палац и домали прст за клизаче првог и трећег вентила.

## Друге врсте труба
Труба се јавља и у још неким регистарским варијантама, и то су две најчешће регистарске варијанте мале трубе (ит. trombetta или tromba piccola нем. kleine Trompete, фр. petite trompette, ен. small trumpet, рус. малая труба), која се ретко налази у оркестру, али се користи при извођењу тзв. кларино партије (техника извођења врло високих тонова аликвотног низа, чак до 21. тона) у делима нпр. Ј. С. Баха. Обим звучности јој је од f до c3, а јавља се у две регистарске варијанте in D (звучи велику сексту више) и  (звучи малу терцу више).
Постоје још и тзв. високе трубе у регистарским варијантама in F, in G и in B (тзв. sopranino) која је највиша. Осим тога, постоје и алт-труба in F, која звучи квинту ниже од обима трубе и бас-труба  (звучи велику сексту ниже),  (звучи малу септиму ниже),  (звучи октаву ниже) и in B (звучи нону ниже).

## Тонови
- C - без притискања вентила
- Cis/Des - сва три вентила
- D - први и трећи вентил
- Dis/Es - други и трећи вентил
- E - први и други вентил или само трећи
- F - први вентил
- Fis/Ges - други вентил или сви вентили притиснути
- G - без притискања вентила или први и трећи вентил
- Gis/As - други и трећи вентил
- A - први и други вентил или само трећи
- Ais/B - само први вентил
- Н - само други вентил

Обим трубе
Овај писани обим је дат према могућностима савремене трубе са вентилима (односно пистонима). Труба in C звучи како је написано, а најчешће употребљавана труба in B звучи велику секунду ниже него што је записано, па је према томе њен реални звучни обим од е до c3.

## Упутства и књиге метода
Једна публикација о трубачком методу са дугогодишњом популарношћу је Жан-Баптист Арбанов Комплетни конзерваторијски метод за трубу (корнет). Друге добро познате књиге о методу обухватају. Техничке студије аутора Херберт Кларка, Велики метод Луја Сент-Жакома, Дневне пракса и техничке студије Макса Шлосберга, и методи Ернеста С. Вилијамса, Клода Гордона, Чарлса Колина, Џејмса Стампа и Луиса Дејвисона. Васили Брандтов рад Оркестрални етуси и последњи етуси је коришћен у многим колеџима и конзерваторијумским трубачким студијима. У њему су садржане вежбе пермутација стандардног оркестарског трубачког репертоара, транспозиције, и други напредни материјали. Често коришћена књига метода за почетнике је Валтер Билеров Метод за корнет, као и неколико књига упутстава које је написао виртуоз Ален Визути. Мери Франкен је написао рад Комплетни метод за модерну трубу, који је био мало познат током већег дела 20. века док га није јавно подржао Морис Андре, након чега је дошло до поновног пораста интереса у ово дело.